# Torrejón de Ardoz
Torrejón de Ardoz ist eine Stadt in der Region Madrid (Spanien). Die Stadt liegt in 568 bis 600 Metern Höhe etwa 20 Kilometer östlich von Madrid auf halbem Weg nach Alcalá de Henares unweit des Madrider Flughafens Barajas. Sie hat 140.626 Einwohner (Stand: 2024) bei weiter stark steigender Tendenz. Die Stadt ist durch die Autobahn N-II und die S-Bahn mit Madrid verbunden.

## Geschichte
Der Name der Stadt rührt von einem alten Turm (torreón) her, den die Bürger von Alcalá de Henares hier zur Grenzsicherung errichtet hatten. Dieser Festungsbau, wie auch die erste Niederlassung, stammt aus dem 12. Jahrhundert. Bis ins 17. Jahrhundert hinein war der Ort der Gemeinde Alcalá de Henares unterstellt, danach dem Erzbischof von Toledo. Bis ins 20. Jahrhundert blieb Torrejón de Ardoz weitgehend Landgemeinde.
Im Spanischen Bürgerkrieg wurden hier und im benachbarten Paracuellos de Jarama im November 1936 weit über 1000 Franco-Anhänger und Katholiken von den Republikanern ermordet, die genaue Zahl ist umstritten. Während der Schlacht um Madrid zu Beginn des Spanischen Bürgerkriegs war das zu Torrejón gehörende Waldgebiet El Soto de Aldovea am rechten Ufer des Henares Schauplatz von Massenerschießungen politischer Gefangener durch republikanische Milizen. Bei den Massakern, die angesichts der befürchteten Einnahme von Madrid durch die Nationalisten von November bis Anfang Dezember 1936 hier und im benachbarten Paracuellos de Jarama stattfanden, wurden nach Schätzungen bis zu 2.500 Menschen ermordet.
Ab ca. 1960 siedelten sich im Umfeld des US-Flughafens in Torrejon zahlreiche Industriebetriebe und Forschungseinrichtungen an, die die Entwicklung der Stadt beschleunigten. Das moderne Gesicht der Stadt spiegelt sich auch in einer relativ jungen Bevölkerung: rund 30 % der Bewohner sind zwischen 20 und 35 Jahre alt.

## Wirtschaft
In Torrejón befinden sich ein ehemaliger US-amerikanischer Militärflugplatz, heute der Zivilflughafen Flughafen Madrid-Torrejón, spanische Kasernen und Unternehmen der Rüstungs- und IT-Industrie, sowie das Satellitenzentrum der Europäischen Union. Der Ort ist aufgrund seiner guten Verkehrsverbindungen auch beliebt bei Menschen, die ihre Arbeitsplätze in Madrid haben.

## Persönlichkeiten
- Antonio Guzmán Núñez (* 1953), Fußballspieler
- Kane (* 1967), Wrestler, Politiker, Schauspieler
- Pilar Rubio (* 1978), TV-Reporterin, Model, Schauspielerin
- Pablo Sánchez-Valladares (* 1998), Mittelstreckenläufer